# Stockage des patates douces

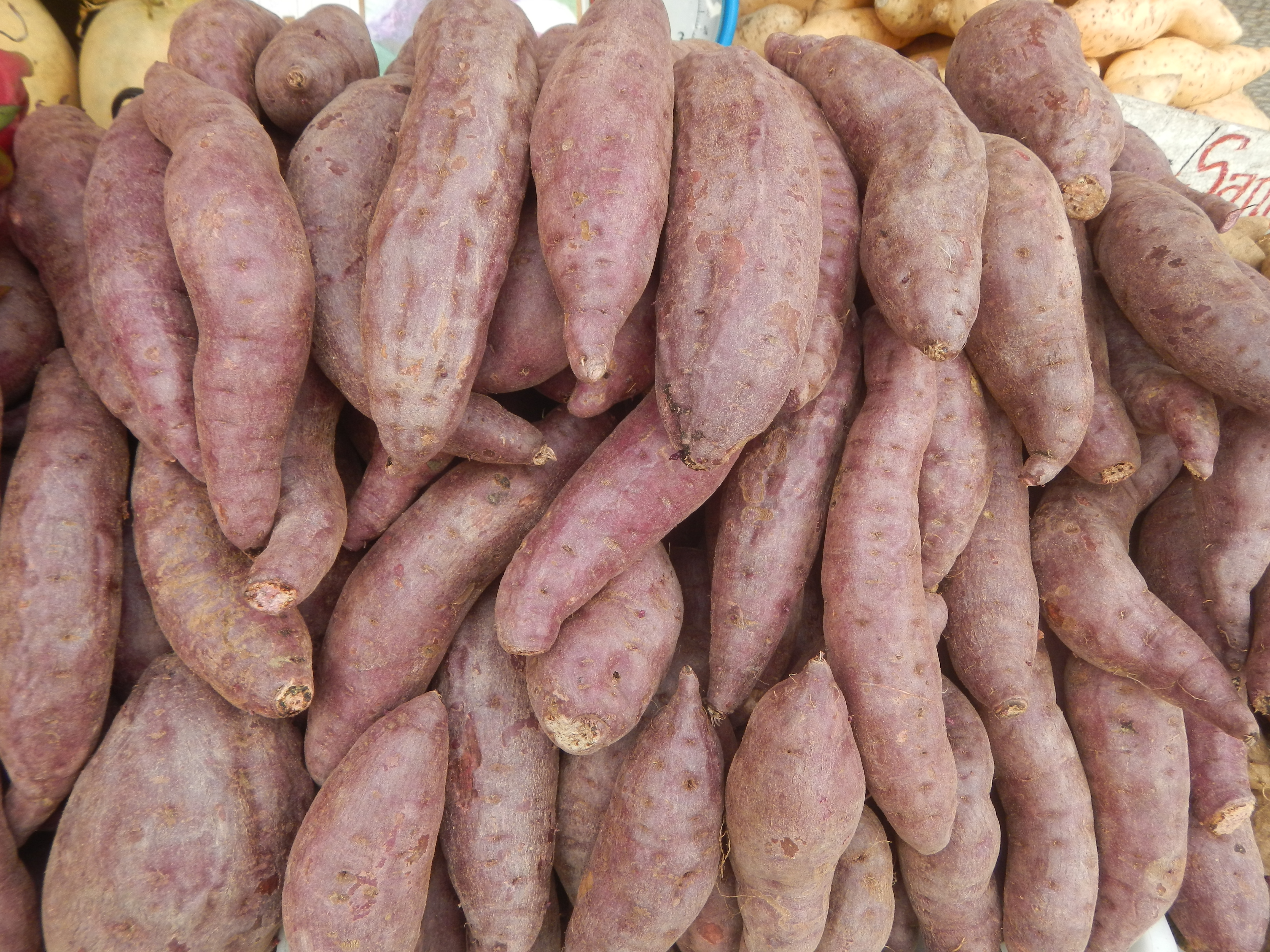
Tubercules de patates douces (Philippines).

Le stockage des patates douces est, compte tenu de la grande sensibilité de ces tubercules à la dégradation, une préoccupation très importante pour les producteurs, en particulier pour les exploitations de subsistance en Afrique et dans les pays en développement,. En raison de sa période de croissance relativement courte, de sa tolérance à la sécheresse et de son rendement élevé sur des sols pauvres, la patate douce est utilisée comme réserve de famine pour nombre de ces ménages,. Cependant, il s'agit d'une source de nourriture très périssable susceptible d'être détruite par les micro-organismes, par la dégradation métabolique, par la destruction physique et par l'action des ravageurs. En tant que tels, ces tubercules ne sont généralement pas stockés pendant de longues périodes après la récolte. Il s’agit d’un obstacle majeur à l’utilisation optimale de cette culture et cela génère beaucoup de déchets.
La majorité des agriculteurs de subsistance qui consomment des patates douces n'utilisent aucune technique de stockage, mais pratiquent une méthode de culture continue, laissant les tubercules dans le sol jusqu'à ce qu'ils soient prêts à être utilisés,. Bien qu'elles soient moins répandues, il existe des méthodes de stockage simples. Parmi les plus courantes figurent le stockage dans des fosses, sur plates-formes et à l'intérieur et toutes permettent de prolonger la durée de stockage des patates douces jusqu'à un certain point,. Le maintien d'une température de stockage appropriée est probablement le principal obstacle à un bon stockage chez les agriculteurs de subsistance.
Le prétraitement des patates douces peut aider à minimiser les risques de pertes. Le traitement de conservation peut durcir la peau et cicatriser les blessures physiques mineures, tandis que le séchage peut réduire les dégâts et inactiver la dégradation métabolique.
La conservation optimale des patates douces nécessite une température comprise entre 12 et 16 °C, et une humidité relative comprise entre 85 et 90 %, ainsi qu'une ventilation adéquate pour éliminer les excès de dioxyde de carbone (CO2) et l'apport d'oxygène (O2) pour la respiration cellulaire. On a démontré que dans ces conditions les patates douces peuvent avoir une durée de vie allant de 5 mois à un an au maximum, au lieu de 2 à 3 mois normalement

## Sensibilité des tubercules à la dégradation
Les patates douces sont un produit très périssable et difficile à stocker pendant de longues périodes. Cela est principalement dû à leur teneur élevée en humidité, à leur activité métabolique après la récolte et à leur peau mince et perméable. Après la récolte, les patates douces sont susceptibles de se détériorer pour des raisons physiques, physiologiques, pathologiques, parasitaires et environnementales.

### Dégâts physiques
Les pertes physiques sont dues aux blessures causées par des effets mécaniques subis par les tubercules lors de la récolte, de la manutention et du transport,. Cela inclut les blessures dues à des coupures, des meurtrissures et écorchures. La fragilité de la peau et les mauvaises techniques de récolte et de manutention sont les principales causes de ces problèmes. Les dégâts matériels causés aux tubercules par des moyens physiques peuvent être minimisés, par exemple par une manipulation soigneuse et l'utilisation de boîtes et de cartons au lieu de sacs en tissu pour le stockage.

### Processus physiologiques
Les processus physiologiques au sein de la plante peuvent contribuer grandement à la détérioration. La transpiration naturelle provoque une perte d'eau et donne une texture sèche peu attrayante. La respiration continue également de se produire après la récolte et une accumulation de CO2 autour des tubercules peut provoquer une dégradation précoce. La germination peut également intervenir pendant le stockage à long terme. Ce processus, utile en cas de plantation ultérieure, mobilise les nutriments contenus dans les tubercules. La germination peut être inhibée soit par la pulvérisation d’hydrazide maléique sur le feuillage en pré-récolte, soit par le traitement des tubercules récoltés à l'aide d'ester méthylique de l’acide naphtalène-acétique.

### Agressions biotique
Les patates douces sont sensibles à un certain nombre d'agents phytopathogènes : champignons, bactéries et  virus. L’infection peut se traduire par la production de toxines, de bactéries pathogènes, de saveurs amères, par la dégradation des tissus et par des taches de décoloration sur les tubercules. Deux sources courantes d’infection fongique sont Rhizopus oryzae (pourriture molle) et Botryodiplodia sp. (pourriture noire de Java). Celles-ci sont responsables de 78 % des infections de la patate douce au Bangladesh. Les ravageurs qui préoccupent le plus les agriculteurs sont le charançon de la patate douce (Cylas formicarius). Ce charançon peut pénétrer dans les tubercules avant la récolte et proliférer pendant la phase de stockage. On a signalé des pertes de rendement dues à ce charançon pouvant atteindre 50 %,. Des techniques simples peuvent être utilisées pour minimiser la menace du charançon de la patate douce. On a démontré que le stockage des patates à des températures inférieures à 20 °C peut tuer jusqu'à 89,5% des charançons dans une culture infectée. On a également démontré que le trempage des tubercules dans de l’eau chaude est une méthode efficace pour lutter contre les infections et les ravageurs.

### Conditions environnementales
La durée de conservation des patates douces dépend fortement de la température et de l'humidité relative. Le stockage à des températures inférieures à 10 °C provoque des lésions des tubercules dues au froid. Cela se caractérise par une décoloration de la chair, qui peut virer au marron et au noir au lieu de l'orange habituel. Il se forme également des zones dures qui persistent même après la cuisson. Les autres signes de lésions dues au froid sont l'apparition d'un mauvais goût, la dégradation de la structure cellulaire interne et une pourriture accrue en raison d'une formation réduite de la peau, ce qui favorise les infections fongiques. Inversement, des températures supérieures à  16 °C entraînent une augmentation des taux de respiration et de germination des tubercules, ainsi qu'une activité accrue des micro-organismes. Une humidité relative inférieure à 80 % entraîne une perte excessive d'eau tandis qu'au-dessus de 90 % elle provoque une condensation accélérant la pourriture.

## Conditions idéales de stockage
Afin de minimiser les risques d'altération pendant le stockage, des conditions précises doivent être respectées. Les patates douces doivent être entreposées entre 12 et 16 °C, avec une humidité relative comprise entre 85 et 90 %,. La ventilation adéquate de la zone de stockage est un facteur-clé pour optimiser la durée de stockage potentielle. La respiration provoque la production de CO2, ce qui augmente le taux de perte. La patate douce peut convertir environ 57 dm³ d’oxygène par tonne et par jour en dioxyde de carbone et nécessite une ventilation pour compenser cet inconvénient. Le dioxygène dans l’environnement de stockage ne doit pas descendre en dessous de 7 % et le CO2 ne doit pas dépasser 10 %. En raison du manque d'équipement approprié, le maintien de conditions de température adéquates constitue le principal obstacle auquel les agriculteurs d'un pays en développement doivent faire face.
Les patates douces ne conviennent pas toutes au stockage. Les tubercules endommagés mécaniquement, infectés par des parasites ou des agents pathogènes, ou pourris ou en train de germer, ne doivent pas être conservés. Ces facteurs risquent d'augmenter le taux de détérioration et peuvent augmenter les pertes dans le reste du stock de tubercules. Dans ces conditions optimales, on a démontré que la patate douce pouvait se conserver pendant 5 mois, jusqu’à environ un an maximum.

## Méthodes de conservation
Dans les pays développés, une technologie de réfrigération appropriée est utilisée pour conserver les patates douces pendant de longues périodes. Beaucoup d'agriculteurs pauvres n'ont pas accès à la réfrigération, ni même à l'électricité, ils doivent donc recourir à d'autres méthodes de stockage. Il existe plusieurs méthodes de stockage qui ne nécessitent que des matériaux de construction simples et bon marché. Les plus couramment utilisés sont le stockage en fosse, le stockage sur plates-formes et le stockage en intérieur. Cependant, ces techniques ne sont utilisées que sporadiquement car la plupart des agriculteurs pratiquent une récolte séquentielle dans laquelle les tubercules sont laissés en terre jusqu'à ce qu'il soit nécessaire de les déterrer.

### Conservation au champ
Dans l'agriculture de subsistance, les patates douces sont généralement laissées dans le sol et consommées ou vendues directement après la récolte ; c'est ce qu'on appelle la récolte fragmentée ou séquentielle. Les patates douces sont délicates et facilement endommagées,,. Le stockage dans le sol sert à protéger les tubercules tout en réduisant le travail nécessaire à la mise en place des installations de stockage. Dans les zones à pluviométrie régulière, les agriculteurs sont en mesure de maintenir un approvisionnement en patates douces fraîches pendant la majeure partie de l'année grâce à une culture et à une récolte en continu. Cependant, dans les endroits plus secs, comme le nord de l'Ouganda, ce n'est pas une solution pratique. Ce n'est pas une option à long terme et les plantes peuvent se dégrader après une courte période de temps. Cette méthode présente de nombreux inconvénients car elle occupe des terrains qui pourraient autrement recevoir d'autres cultures,.

### Conservation dans des fosses

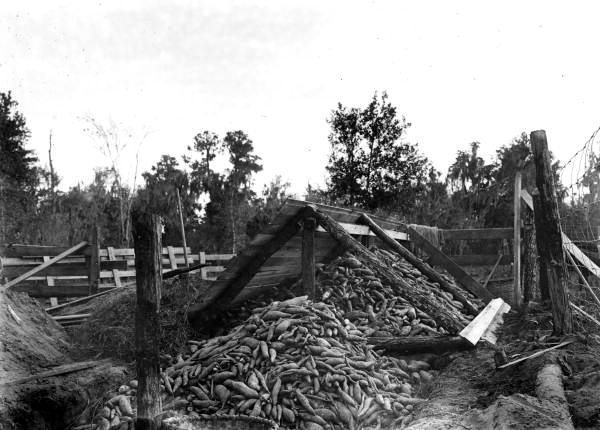
Stockage de patates douces en fosse (Floride, 1908).

C'est une méthode simple et peu coûteuse qui consiste à creuser un trou dans le sol pour stocker les patates. Le stockage dans les fosses diffère de celui dans le sol car les tubercules sont récoltés et conservés ensemble et des mesures sont mises en œuvre pour maîtriser l'environnement de stockage.
La construction de la fosse peut varier en fonction des matériaux disponibles mais couramment utilisés : herbe, terre, bois, chaux, sciure de bois et cendres,,. L'herbe est généralement utilisée pour recouvrir le fond et les côtés de la fosse afin de l'isoler contre les changements de température et d'absorber l'humidité. Avant utilisation, l'herbe doit être flambée afin de détruire tous les parasites pouvant se cacher à l'intérieur. La terre est utilisée pour sceller le toit de la fosse et comme matériau de remplissage. Le bois et les matériaux végétaux peuvent être utilisés pour renforcer les murs et créer un toit recouvrant la fosse. Les toits construits sur la structure de la fosse sont avantageux en ce qu'ils peuvent empêcher la pluie d'entrer et fournir de l'ombre pour faire baisser la température. La  chaux peut avoir une certaine efficacité en absorbant du CO2 et en le retirant de l'environnement. La sciure de bois est utilisée comme matériau de rembourrage et pour aider à contrôler la condensation sur les tubercules. La cendre de bois peut être appliquée sur les patates avant le stockage et a montré une certaine efficacité.dans la protection contre les attaques d'insectes et de moisissures,
Afin d'éviter la pourriture, il convient idéalement de creuser la fosse dans une pente pour favoriser le drainage. Elle doit également se situer au moins à 35 cm au-dessus de la nappe phréatique pendant la saison sèche et doit rester au-dessus pendant la saison humide ou la saison des pluies et se situer à environ 50 cm en dessous de la surface du sol.
Cette méthode de stockage peut poser des problèmes de ventilation. Généralement, la fosse est fermée hermétiquement afin de maintenir une bonne humidité relative. L’inconvénient est que le CO2 peut s’accumuler et causer des altérations. Pour y remédier, un espaces assez important doit être maintenu dans le haut de la fosse pour favoriser la circulation de l’air. Les fosses peuvent être réutilisées mais elles doivent être nettoyées, la terre retournée et désinfectée au feu ou au soufre pour débarrasser la zone de tout micro-organisme.
Les pertes sont encore assez élevées pour cette technique, bien qu'on a démontré dans certains cas que les racines pouvaient se conserver pendant 2 à 4 mois,.

### Stockage en tas sur plate-forme
Une autre méthode simple et peu coûteuse, le stockage sur plate-forme consiste à constituer des tas de patates douces couverts. Après avoir sélectionné les tubercules en bon état, on les empile en tas sur une couche d'herbe et on les recouvre de couches d'herbe et de terre. Comme pour le stockage en fosse, des cendres, de la chaux et de la sciure de bois peuvent être utilisés pour un effet supplémentaire. Les tas peuvent être réalisés au niveau du sol ou dans des tranchées plus ou moins profondes. Le drainage doit être envisagé et des rigoles peuvent être creusées dans le sol pour évacuer l'eau. Les tas peuvent être couvert par un toit ou conservés dans un bâtiment pour une protection accrue. Pour minimiser les pertes dues à la respiration, un conduit de ventilation peut être ajouté. Les résultats sont assez médiocres avec cette technique et la durée de stockage estimée est de 2 à 3 mois

### Conservation dans des bâtiments
Les patates douces peuvent être récoltées puis stockées dans un bâtiment. Ce peut être une maison d'habitation ou un grenier construit spécifiquement pour le stockage des tubercules. Dans les habitations, le stockage s'effectue généralement dans des paniers tressés en paille, des sacs en tissu ou des boîtes en bois. Les paniers et les boîtes se sont révélés plus efficaces pour minimiser les dégâts mécaniques. Dans la mesure du possible, les tubercules doivent être écartés du sol pour les éloigner des rongeurs et autres ravageurs. Il s’agit d’une technique efficace pour maintenir une ventilation adéquate bien que, selon le type de construction, le maintien d'une température et d'une humidité relative appropriées au stockage peut être difficile..
Les greniers, ou autres bâtiments de stockage, sont généralement constitués d'une hutte ronde avec des murs constitués de paille, boue, argile et bois, et un toit conique en paille. Ils sont généralement soutenus au-dessus du sol par un système de poteaux pour maintenir la récolte au sec et à l’écart des rongeurs et des ravageurs,

## Prétraitement des tubercules

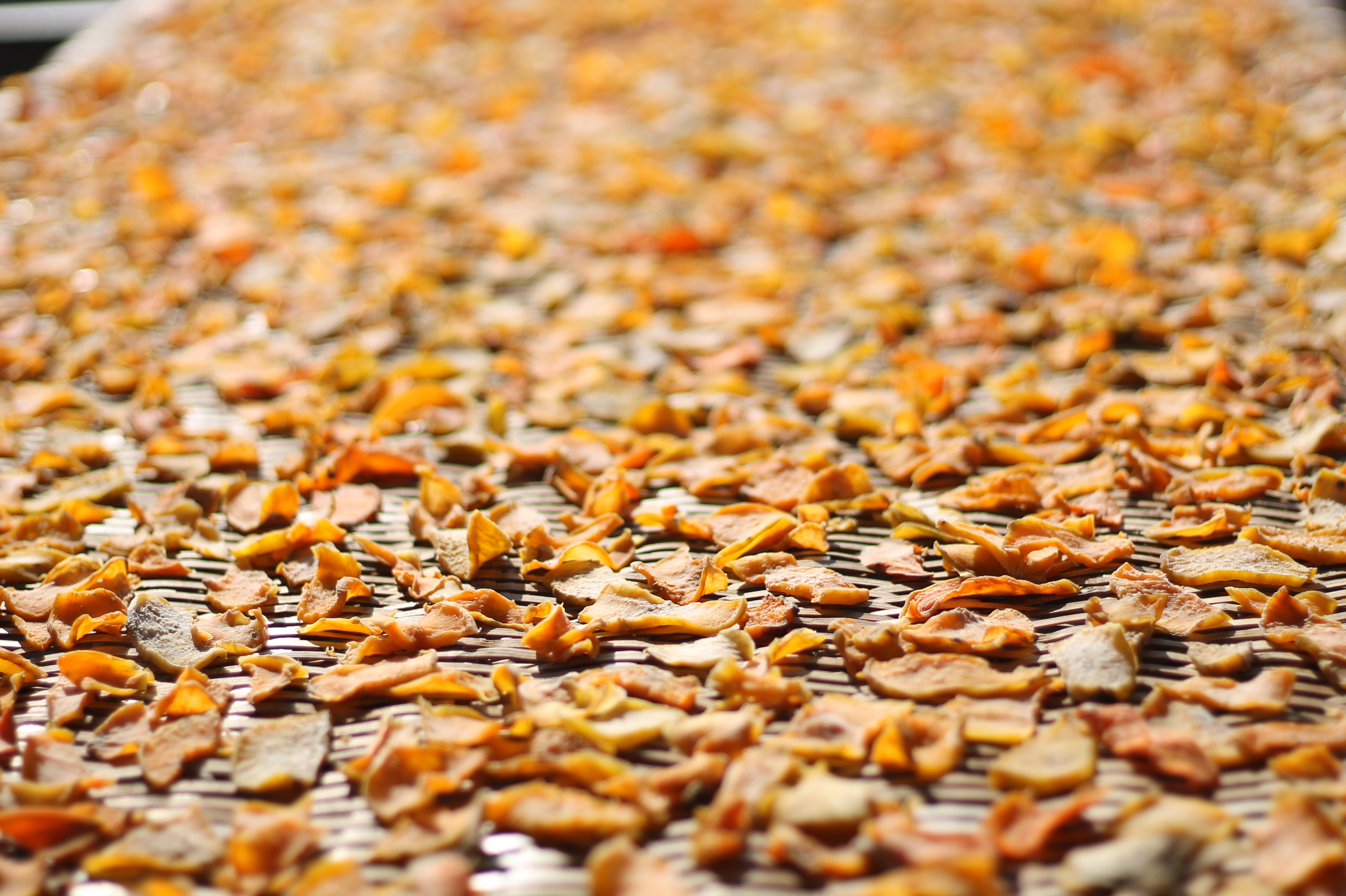
Séchage au soleil de patates douces en Chine.

Les patates douces sont en général stockées et consommées sous forme de tubercules frais,. Cependant, certaines méthodes simples utilisées pour augmenter leur aptitude au stockage peuvent être utilisées conjointement avec d'autres méthodes de conservation. Le séchage et le ressuyage des patates douces sont deux méthodes courantes pour les préparer avant le stockage,.
Le séchage des tubercules se pratique pour ceux qui sont trop abîmés pour être entreposés frais mais qui sont encore comestibles. Il consiste à découper les tubercules en tranches d’environ 2 à 4 mm d'épaisseur et de les disposer ensuite au soleil pendant quatre jours ou jusqu’à ce qu’ils soient débarrassés de la majeure partie de l'humidité. Pendant le séchage, les patates peuvent être recouvertes de buissons épineux pour éloigner les animaux. Les tranches séchées peuvent être conservées à l’intérieur ou dans des silos surélevés jusqu’à leur consommation. Le séchage élimine l’humidité, réduit la croissance bactérienne et inactive les processus métaboliques et la décomposition enzymatique.
Le ressuyage est une technique visant à renforcer la couche externe de la peau des tubercules (périderme). C'est une mesure qui prévient la perte excessive d'humidité, l'entrée de microorganismes dans la plante et facilite même la cicatrisation des tubercules endommagés mécaniquement,,,.
Le ressuyage s'effectue en exposant les patates douces entières à une température modérément élevée pendant plusieurs jours immédiatement après la récolte,,,. On a trouvé qu'une température de 30 à 32 °C et une humidité relative de 80 à 95 % maintenues pendant 4 à 10 jours sont les conditions adéquates pour le ressuyage. Une méthode courante pour traiter les tubercules sans utiliser d'équipement d'incubation consiste à les envelopper dans des feuilles de polyéthylène noir et à les laisser au soleil pendant 5 jours. Les feuilles noires retiennent l'humidité et recueillent la chaleur ce qui permet d'atteindre les conditions requises pour le traitement. Immédiatement après le traitement, la température doit diminuer rapidement afin d'éviter les dégâts par germination.